# ScummVM
ScummVM er et program som gør det muligt at spille LucasArts adventurespil som bruger SCUMM system. Det virker på mange forskellige platforme, som spillene originalt ikke var designet til. Der er også en række ikke-SCUMM spil som understøttes af ScummVM, bl.a. fra udviklerne Revolution Software og Adventure Soft. ScummVM er freeware og bliver udgivet under GNU GPL. Der blev originalt skrevet af Ludvig Strigeus – se historien om ScummVM på ScummVM Wiki for mere information.

## Platforme som understøttes af ScummVM
- AmigaOS
- Atari
- BeOS/Haiku/Zeta
- BSD software (FreeBSD/NetBSD/OpenBSD/DragonFly BSD)
- Dreamcast
- GP2X
- GP32
- iOS (Via Cydia)
- Linux
- Mac OS X
- MorphOS
- Nintendo DS
- OS/2
- Palm OS
- PlayStation 2
- PSP
- Solaris
- Windows
- Windows Mobile

## Spil der understøttes af ScummVM
Det er ikke sikkert, at alle spil kan køre, men det er muligt at se en komplet liste over hvilke spil der understøttes.

### LucasArts spil
- Maniac Mansion
- Zak McKracken and the Alien Mindbenders
- Indiana Jones and the Last Crusade
- Loom
- The Secret of Monkey Island
- Monkey Island 2: LeChuck's Revenge
- Indiana Jones and the Fate of Atlantis
- Day of the Tentacle
- Sam & Max Hit the Road
- Full Throttle
- The Dig
- The Curse of Monkey Island

### Spil af andre udviklere
- Beneath a Steel Sky
- Broken Sword og Broken Sword II
- Duckman: The Graphic Adventures of a Private Dick
- Flight of the Amazon Queen
- Future Wars
- Gobliiins
- Inherit the Earth: Quest for the Orb
- The Legend of Kyrandia
- Little Big Adventure
- Simon the Sorcerer og Simon the Sorcerer II
- The Feeble Files

## Få fat på spillene
Fordi de fleste af firmaerne stadig har rettighederne til spillene følger der ikke ingen spil med til programmer. Men fordi de fleste spil er relativ gamle, så kan de fleste spil købes til billige penge – som fx LucasArts Classics collection.
Under udviklingen af ScummVM version 0.5.0 som blev udgivet den 2. august 2003, valgte firmaet Revolution Software at hjælpe ScummVM udviklerne ved at give dem den originale kildekode til deres spil Beneath a Steel Sky og de valgte også at udgive deres spil som freeware. Det kan nu hentes legalt i både en CD og en diskette version på ScummVM hjemmeside. Få måneder senere valgte holdet bag Flight of the Amazon Queen af gøre det samme.
Desværre virker mellemsekvenserne til Broken Sword 1 og 2 ikke. Det er fordi at sekvenserne er blevet encoded i Smacker format, som kræver specielt software. Revolution Software som står bag spillet har dog tilladt en re-encoded version af disse mellemsekvenser og de kan også hentes gratis fra ScummVM hjemmeside.